# Kiss and Cry
Kiss and Cry és una pel·lícula francesa de 2017 dirigida per Chloé Mahieu i Lila Pinell. S'ha subtitulat al català.

## Sinopsi
La Sarah, de 15 anys, es dedica a patinar al club d'alt nivell de Colmar, sense saber si ho fa per ella mateixa o per la seva mare. Topa amb la rivalitat entre les noies, la tirania de l'entrenador i la violència de la competició.

## Repartiment
- Sarah Bramms: Sarah Ivanov
- Dinara Droukarova: la mare de la Sara
- Xavier Dias: l'entrenador
- Aurélie Faula: Aurélie
- Amanda Pierre: Amanda

## Selecció
- Festival de Canes 2017 (programació de l'Association pour le cinéma indépendant et sa diffusion)[4]